# Latridae
Latridae é uma família de peixes da subordem Percoidei, superfamília Cirrhitoidea.

## Espécies
Existem cinco espécies repartidos por três géneros
- Género Latridopsis
  - Latridopsis ciliaris (Forster, 1801).
  - Latridopsis forsteri (Castelnau, 1872).
- Género Latris
  - Latris hecateia Richardson, 1839.
  - Latris lineata (Forster, 1801).
- Género Mendosoma
  - Mendosoma lineatum (Forster, 1801).